# Lihou Reef National Nature Reserve
Lihou Reef National Nature Reserve ist ein 8.440 km² großes Meeresschutzgebiet in Australien im Korallenmeer. Das namensgebende Atoll Lihou Reef ist nicht zu verwechseln mit der Insel Lihou. Es liegt vor der Ostküste Australiens etwa 700 km von Cairns in Queensland entfernt. Gemeinsam mit dem 100 km entfernten Coringa-Herald National Nature Reserve bildet es die größere Coral Sea Reserves Ramsar Site mit einer Fläche von 17.290 km, die am 16. August 2002 gegründet wurde. Es handelt sich um ein Feuchtgebiet von internationaler Bedeutung entsprechend der Ramsar-Konvention und um eine der größten Lagunen der Welt.

## Geschichte
Das heute unter dem Namen Lihou Reef and Cays bekannte Atoll wurde von Lieutenant John Lihou der Royal Navy am 23. Februar 1823 entdeckt. Lihou, Schiffsmeister auf der Brigg HMS Zenobia, war auf dem Weg von Manila nach Südamerika. Nach einer gefährlichen Passage durch das Great Barrier Reef verließ es dieses durch eine Öffnung bei den Murray-Inseln. Auf der weiteren Reise durch das Korallenmeer wurde das 1155 km Luftlinie von den Murray-Inseln entfernte Atoll Lihou Reef and Cays gesichtet.

## Geografie

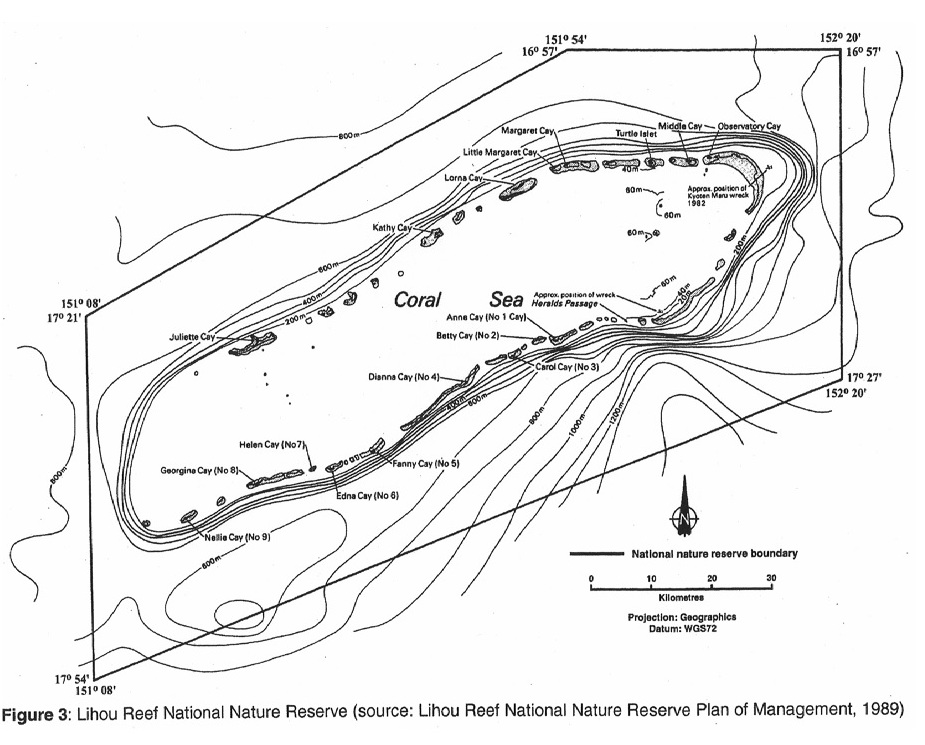
Karte

Das Lihou Reef ist das drittgrößte Atoll im Korallenmeer, nach den zu Neukaledonien gehörenden Atollen Bellona und Chesterfield (hierbei wird die 4,300 km² große, vollständig untermeerische Lansdowne-Bank nicht mitgerechnet). Es ist U-förmig gebildet, mit einer Öffnung im Südwesten. Die Größe der Lagune misst 100 mal 30 km, mit einer Fläche von 2.529 km², und macht dieses Atoll zu einem der größten der Welt, obwohl die gesamte Landfläche aller Inseln auf dem Saumriff (Cays) kaum mehr als einen Quadratkilometer beträgt. Die Lagune ist etwa 60 m tief. Das Meeresschutzgebiet beinhaltet 18 Cays, jeweils je 9 im Northern Rim und im Southern Rim in der Größe von 0,5 bis 16,8 Hektar.
| Cay                 | Fläche ha |
| ------------------- | --------- |
| Juliette Cay        | 7,8       |
| Kathy Cay           | 4,0       |
| Lorna Cay           | 16,8      |
| Little Margaret Cay | 1,0       |
| Margaret Cay        | 3,0       |
| Turtle Islet        | 3,1       |
| Middle Cay          | 7,8       |
| Observatory Cay     | 8,8       |
| Licklick Cay        | 4,0       |
| Northern Rim        | 56,0      |

| Cay          | Namensvariante | Fläche ha |
| ------------ | -------------- | --------- |
| Anne Cay     | "No 1 Cay"     | 11,2      |
| Betty Cay    | "No 2 Cay"     | 3,7       |
| Carol Cay    | "No 3 Cay"     | 0,5       |
| Dianna Cay   | "No 4 Cay"     | 1,6       |
| Fanny Cay    | "No 5 Cay"     | 0,7       |
| Edna Cay     | "No 6 Cay"     | 7,3       |
| Helen Cay    | "No 7 Cay"     | 1,0       |
| Georgina Cay | "No 8 Cay"     | 10,5      |
| Nellie Cay   | "No 9 Cay"     | 10,4      |
| Southern Rim |                | 47,0      |

Die Cays mit Vegetation sind in der Tabelle grün markiert.
Turtle Islet erreicht eine Höhe von 6 m, und Observatory Cay 2 m über Meereshöhe. Auf Turtle Islet befindet sich eine automatisierte Wetterstation.
Im Nordosten des Anne Cay ist mit der Herald Passage der Zugang in die Lagune möglich.

## Flora und Fauna
Die Flora und Fauna dieses Seegebiet ist verschieden zum Great Barrier Reef, das westlich liegt. Es befinden sich neben Fischen, Einsiedlerkrebse, Seesterne, verschiedenste Algen, Korallen, Seeigel und Seegurken. Auch die geschützte grüne Meeresschildkröte, Delfine und Wale kommen vor.
Vogelarten wie Rotfußtölpel, Arielfregattvogel und Rotschwanz-Tropikvogel finden sich in diesem Meeresschutzgebiet.

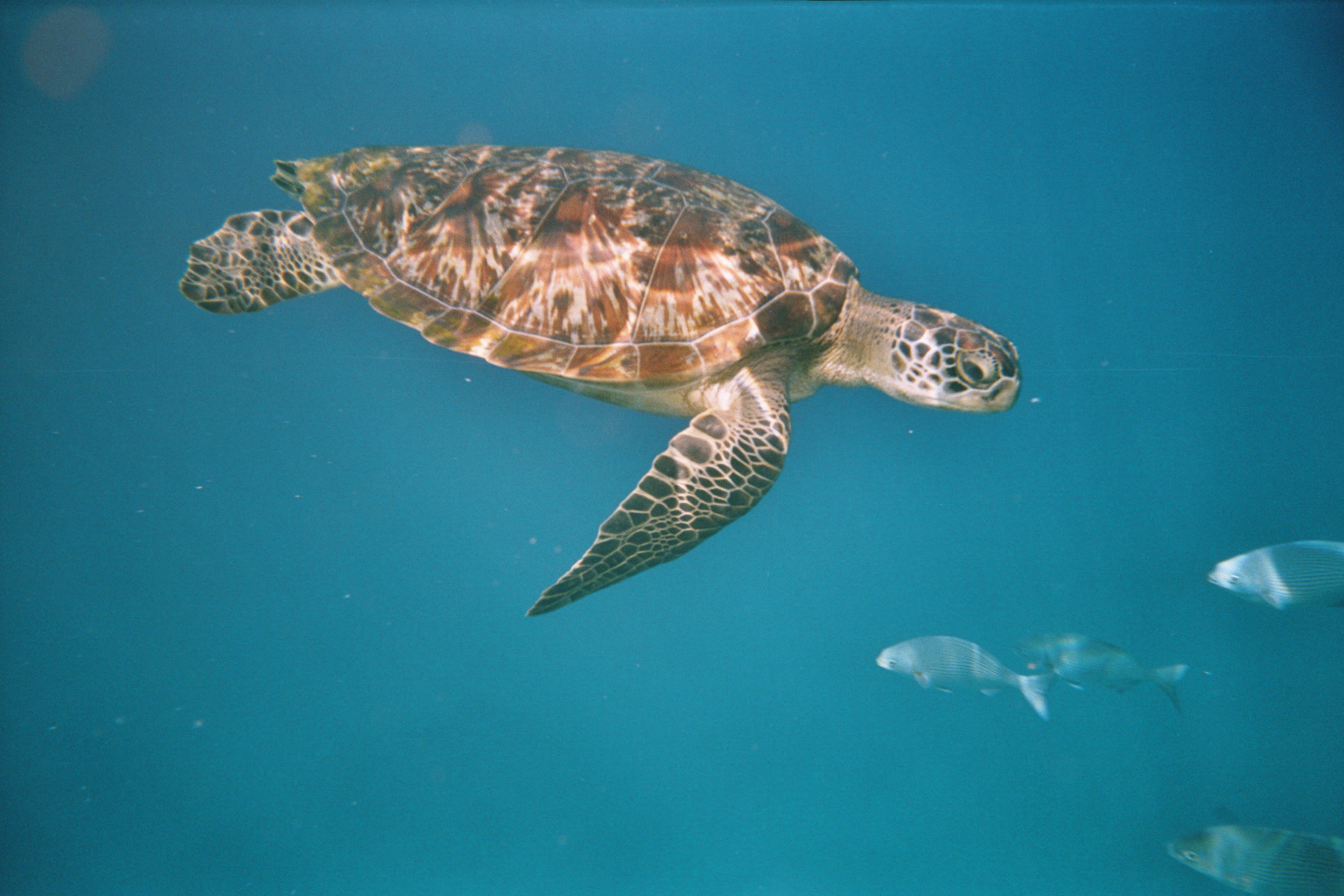
Suppenschildkröte
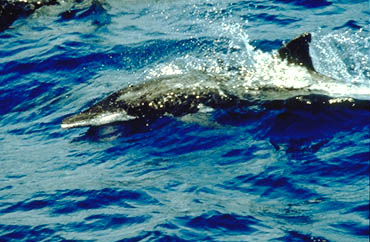
Delfin
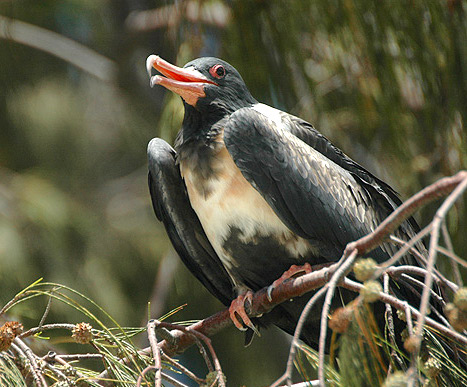
Arielfregattvogel